# Cerkev sv. Martina, Ponikva
Cerkev sv. Martina je župnijska cerkev župnije Ponikva. Stoji na vzhodnem robu trškega naselja Ponikva, v Občini Šentjur. 

## Zgodovina
Sedanja cerkev sv. Martina na Ponikvi stoji na mestu, kjer je prvotno stala stara romanska pražupnijska cerkev, prvič omenjena 1236 kot sedež pražupnije, prav tako posvečena svetemu Martinu. Staro cerkev so leta 1732 podrli in na njenem mestu med leti 1732 in 1737 zgradili cerkev v renesančnem slogu, na določenih mestih s sledovi rokokoja, z bogato baročno opremo iz delavnice mojstrov Mersijev oziroma Jurija Mersi. Pozidana je bila v času delovanja župnika Martina Georga Jurešiča. Cerkev je posvetil goriški nadškof Karel Mihael Attems.  Arhitekt je bil Jožef Hoffer. Notranjščino je leta 1890 s freskami poslikal Jakob Brollo.

## Opis
Gre za dokaj mogočno cerkev saj v dolžino znaša 35 metrov, v višino 18 metrov. Višina kupole se dviga do 16,45 metra, strop pa do višine 12,22 m; zvonik pa sega do mogočnih 50 metrov.
Izjemno impozantna je monumentalna prižnica, ki so jo izdelali v sloviti kiparski delavnici Mersijev. V središču osrednjega oltarja je sveti Martin z ostalimi svetniki. Oltar je bil obnovljen na prelomu iz 19. v 20. stoletje.  Najstarejši del cerkve je kapela Marije sedem žalosti iz leta 1733, ki so jo koristili za bogoslužje, ko se je cerkev šele gradila. Cerkev razpolaga med drugim z dvema ciborijema iz 18. stoletja in s t.i. „Slomškovim kelihom" iz čistega srebra, ki ga je cerkvi daroval, ko je postal škof, ter tudi relikvija svetega križa, vdelana v kristal.
Velike cerkvene orgle mojstra Leonharda Ebnerja so bile postavljene leta 1857 in kasneje obnovljene, a so bile v začetku 21. stoletja nadomeščene z novimi. Med cerkveno opremo je zanimiva še zakristijska omara iz leta 1740 in križev pot iz leta 1859. V cerkvi so leta 1912 položili novi tlak in pri tem zaprli majhno cerkveno grobnico pod prezbiterijem cerkve.
Cerkev je prvotno imela štiri zvonove, posvečene moškim in ženskam, ki jih je 24. junija 1851 krstil sam Anton Martin Slomšek, ki pa so jih med prvo svetovno vojno pretopili za potrebe vojske.  
V času turških vpadov je bilo leta 1491 zgrajeno dvofazno taborsko obzidje okoli cerkve. s štirimi vogalnimi stolpi, od katerih so ostanki dveh še vidni. Taborsko obzidje je bilo odstranjeno leta 1850. Pri arheoloških raziskavah okoli cerkve in tabornega obzidja je bilo odkrito veliko število skeletnih grobov.